# George Herbert Walker
 (mars 2012).
Si vous disposez d'ouvrages ou d'articles de référence ou si vous connaissez des sites web de qualité traitant du thème abordé ici, merci de compléter l'article en donnant les références utiles à sa vérifiabilité et en les liant à la section « Notes et références ».
Pour les articles homonymes, voir George Herbert Walker (homonymie), George Walker et Walker.
George Herbert Walker est un banquier et homme d’affaires américain.

## Biographie
Il fut président de la Union Banking Corporation avec son gendre Prescott Bush (qui avait épousé sa fille Dorothy), le père de George H. W. Bush et grand-père de George W. Bush.